# Vegårshei
Vegårshei – norweskie miasto i gmina leżąca w regionie Agder.
Vegårshei jest 256. norweską gminą pod względem powierzchni.

## Demografia
Według danych z roku 2005 gminę zamieszkuje 1854 osób. Gęstość zaludnienia wynosi 5,2 os./km². Pod względem zaludnienia Vegårshei zajmuje 342. miejsce wśród norweskich gmin.
| ludność stan na 1 stycznia 2005 |         |           |       |
|                                 | kobiety | mężczyźni | razem |
| osób                            | 911     | 943       | 1854  |
| %                               | 49,14%  | 50,86%    | 100%  |

| wykształcenie stan na 1 października 2004 |        |         |        |        |
|                                           | podst. | średnie | wyższe | niezn. |
| osób                                      | 320    | 898     | 221    | 23     |
| %                                         | 21,89% | 61,42%  | 15,12% | 1,57%  |

## Edukacja
Według danych z 1 października 2004:
- liczba szkół podstawowych (norw. grunnskolar): 1
- liczba uczniów szkół podst.: 257

## Władze gminy
Według danych na rok 2011 administratorem gminy (norw. rådmann) jest Nina Holte, natomiast burmistrzem (norw. ordfører, d. borgermester) jest Maya Marianne Twedt Berli.